# Vară ucigașă (film)
Vară ucigașă (titlul original: în franceză L’été meurtrier) este un film francez realizat în anul 1983 sub regia lui Jean Becker. Filmul este transpunerea pe ecran a romanului omonim scris de Sébastien Japrisot. Filmul a fost distins în anul 1983 cu premiul cinematografic Palme d'Or.

## Acțiune
Eliane, o tânără de 19 ani locuiește într-un orășel din Provence, împreună cu mama ei poreclită „Eva Braun” și cu Gabriel Devigne, tatăl ei vitreg. Ea prin îmbrăcămintea  lejeră și comportamentul ei provocativ, atrage asupra ei atenția bărbaților. Printre bărbații seduși de Eliane se numără mecanicul auto Pinpon, care locuiește împreună cu o familie numeroasă compusă din mamă, frați și mătuși. Prietenul lui Pinpon, Mickey, aranjează un rendezvous lui Pinpon cu Eliane, primul lor dans este pentru ambii tineri un adevărat eșec. Pinpon nu știe ce să înceapă cu fata, cu toate că are o anumită experientă cu femeile măritate. Surpriza lui Pinpon, este când Eliane vine în atelierul mecanicului pentru a repara bicicleta. Întâlnirea neplanificată îi aduce mai aproape pe cei doi tineri, atât de aproape încât ei petrec într-o șură, noaptea împreună. Acolo în șură, fata descoperă un pian cu inițială „M”, care este un indiciu ce duce la elucidarea cazului de viol al mamei sale. Violul a avut în luna noiembrie a anului 1955, când trei bărbați sesizează că soția pădurarului este singură acasă, după viol femeia reține pianul cu inițială „M” de pe camion. În iulie 1956 femeia violată o naște pe Eliane, care va crede că tatăl ei vitreg este cel adevărat. Tânără fată este cuprinsă de panică când este curtată și sărutată de tatăl ei vitreg. Pinpon devine brutal și bănuitor cu privire la originea și comportarea ciudată a fetei. Eliane are coșmaruri își pierde mințile și este internată într-un sanatoriu. Pinpon, supărat de situația  Elianei, împușcă pe Touret și Leballech pe care îi învinuiește că au cauzat boala tinerei femei.

## Distribuție
- Isabelle Adjani – Eliane Wieck, „Elle”
- Alain Souchon – „Pin-Pon”
- Suzanne Flon – Nine, zisă „cumnata” (mătușa  lui „Pin-Pon”)
- Jenny Clève – doamna Montecciari, mama lui „Pin-Pon”
- Maria Machado – Paula Wieck Devigne, zisă „Eva Braun”, mama lui „Elle”
- Evelyne Didi – Calamité
- Jean Gaven – Leballech
- François Cluzet – Mickey (fratele lui „Pin-Pon”)
- Manuel Gélin – Boubou (fratele lui „Pin-Pon”)
- Roger Carel – „Henri IV”
- Michel Galabru – Gabriel Devigne
- Marie-Pierre Casey – Mademoiselle Tussaud
- Cécile Vassort – Josette
- Edith Scob – medicul
- Martin Lamotte – Georges Massigne
- Yves Afonso – Rostollan
- Raymond Meunier – Monsieur Brochard
- Jacques Dynam – Ferraldo, patronul întreprinderii de transport
- Jacques Nolot – Fiero
- Patrice Melennec – Pamier
- Daniel Langlet – patronul hotelului
- Max Morel – Touret, tipul libidinos
- Maïwen Lebesco – „Elle” copil
- Virginie Vignon – Lou Lou Lou
- Catherine Le Couey – doamna Brochard
- Pierre Gallon – oftalmologul
- Cynthia Sidney – asistenta lui Touret

## Coloana sonoră
Muzica originală a fost scrisă de Georges Delerue pe un text de Henri Colpi. Yves Montand cântă „Trois petites notes de musique”, un cântec care a fost interpretat inițial de Cora Vaucaire în filmul din 1961 Absență îndelungată.

## Legături externe
- Vară ucigașă la Internet Movie Database